# Kaski (województwo mazowieckie)
Kaski – wieś sołecka w Polsce, w województwie mazowieckim, w powiecie grodziskim, w gminie Baranów.
Na terenie wsi utworzono dwa sołectwa: Kaski oraz Kaski-Budki.
| SIMC    | Nazwa           | Rodzaj    |
| ------- | --------------- | --------- |
| 0723075 | Kaski Centralne | część wsi |
| 0723106 | Kaski Środkowe  | część wsi |
| 0723052 | Kaski-Bagna     | część wsi |
| 0723069 | Kaski-Budki     | część wsi |
| 0723098 | Kaski-Granice   | część wsi |

Wieś królewska w dzierżawie Kaski w ziemi sochaczewskiej województwa rawskiego w 1792 roku. Do 1954 roku istniała gmina Kaski. W latach 1975–1998 miejscowość administracyjnie należała do województwa skierniewickiego. W 2006 połączono dwie miejscowości: Kaski-Budki oraz Kaski, tworząc jedną miejscowość i nadając ulicom nazwy.
Miejscowość jest siedzibą parafii Świętych Apostołów Piotra i Pawła. W strukturze kościoła rzymskokatolickiego parafia należy do metropolii warszawskiej, archidiecezji warszawskiej, dekanatu błońskiego.

## Historia
Pierwsze wzmianki o wsi pochodzą z 1383. Wieś stanowiła siedzibę starostwa niegrodowego. W trakcie bezkrólewia w 1572 doszło w Kaskach do zjazdu senatorskiego. Kaski weszły w posiadanie rodziny Szymanowskich w XVII w. Starostwo kaskie przechodziło na członków rodziny Szymanowskich przez niemalże cały XVIII w. Na mocy cesji dokonanej na rzecz Michała Szymanowskiego przez Kazimierza Bielińskiego podkomorzego koronnego, w 1698 r. po Michale starostwo niegrodowe objął jego syn Maciej, który w 1771 r. scedował je synowi Franciszkowi, regentowi kancelarii koronnej 1773. Tego samego roku, za osobistym przywilejem króla, w maju 1773 nadano prawa do starostwa Zofii z Górskich Szymanowskiej, na 50 lat małżonce Franciszka.
Dwóch Józefów Szymanowskich herbu Ślepowron (Korwin) przyszło na świat w Kaskach. Pierwszy Józef - a był stryjem następnego - urodził się 19 lutego 1748, syn Macieja Szymanowskiego kasztelana rawskiego i Anny z Łuszczewskich. Znany jako "Szymek" na dworze króla Stanisława Augusta Poniatowskiego, uczestniczył w słynnych Obiadach czwartkowych. Wyróżniał się jako poeta i krytyk literacki polskiego oświecenia, tłumacz, prawnik, szambelan królewski i poseł na Sejm roku 1778. Zmarł 15 lutego 1801 w Warszawie.
W 1779 urodził się tu Józef Szymanowski syn Franciszka, regenta koronnego i Zofii z Górskich, oficer sztabu III Korpusu Wielkiej Armii Napoleona (1803–1813), szwoleżer gwardii, oficer armii Księstwa Warszawskiego, generał z okresu Powstania Listopadowego, odznaczony za lata 1803–1820 Krzyżem Virtuti Militari, kawaler Legii Honorowej, orderem św. Anny II klasy z brylantami; autor Pamiętników. Gospodarzył w rodzinnym majątku Szymanowskich w Grądach, na południowym skraju Puszczy Kampinoskiej. Ożeniony był z Matyldą Poniatowską, mieli troje dzieci. Zmarł na wygnaniu, z dala od Ojczyzny, 15 stycznia 1867 w Rzymie. Ciało jego spoczęło w krypcie kościoła Santa Maria sopra Minerva w Rzymie.
Po trzecim zaborze królewszczyznę Kaski ofiarował król Pruski ambasadorowi Brühlowi ten zaś odsprzedał ją Szymanowskim, którzy ostatecznie jeszcze przed powstaniem Księstwa Warszawskiego sprzedali je Mottom. Transakcja spowodowała wieloletnie procesy. Od Mottów Kaski odkupił generał Tadeusz Błociszewski. Po 1880 r. dobra Kaski wraz z Jaktorowem, Kołaczkiem, Cybulszczyzną, Pułapiną Starą, Pułapiną Nową i Regowem należały do Stanisława hrabiego Potockiego. W końcu XIX w. dobra i dwór przeszły na własność rodziny Bacciarellich, której przodkiem był Marcello Bacciarelli. W 1900 r. Kaski nabyli Szymańscy. Ostatnim dziedzicem dóbr był Franciszek Szymański, założyciel i wieloletni prezes kaskiego koła rolniczego, oraz miejscowej straży pożarnej. Zmarł on 13 kwietnia 1946 r. w wieku 86 lat. Został pochowany na miejscowym cmentarzu, gdzie są również pochowani poprzedni właściciele Kask z rodziny Bacciarellich.

## Ważniejsze obiekty
- kościół paraf. pw. Św. Apostołów Piotra i Pawła, z lat 1945–1951, salowy, bezwieżowy, z małą sygnaturką na dachu; ul. Królewska
- Zespół Szkół im. Orła Białego, ul. Królewska
- Dwór Szymanowskich a także Bacciarellich, typowo polski, klasycystyczny, z przełomu XVIII/XIX w., murowany z cegły, otynkowany, parterowy, na rzucie prostokąta (wpisany do ewidencji zabytków KOBiDZ pod nr 149/58 z 21.01.1959)
- OSP Kaski, przy której istnieje Młodzieżowa Orkiestra Dęta OSP Kaski
- Dwór Cybulszczyzna
- cmentarz, z 2. połowy XIX w.

Architektura w Kaskach
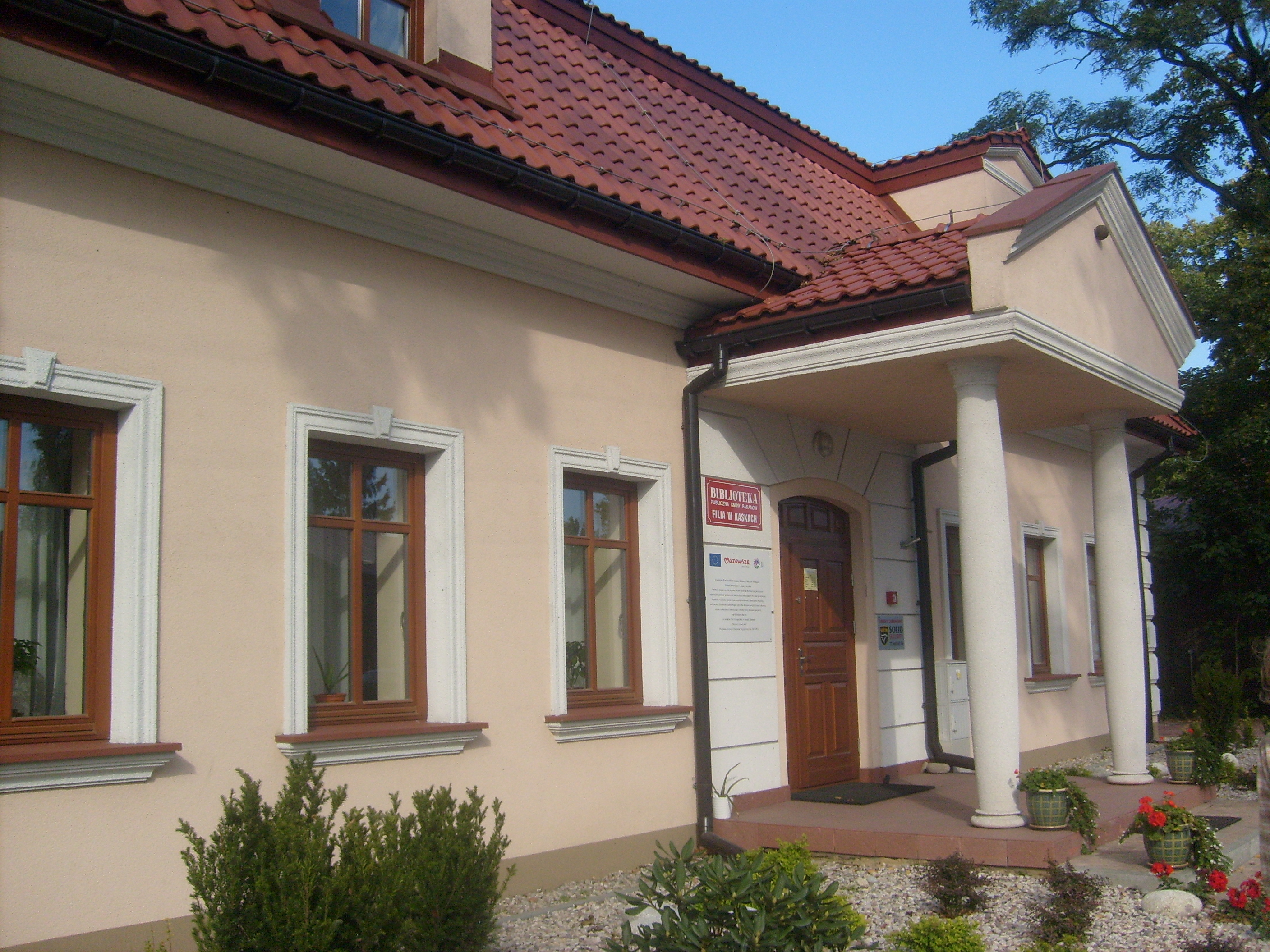
Biblioteka
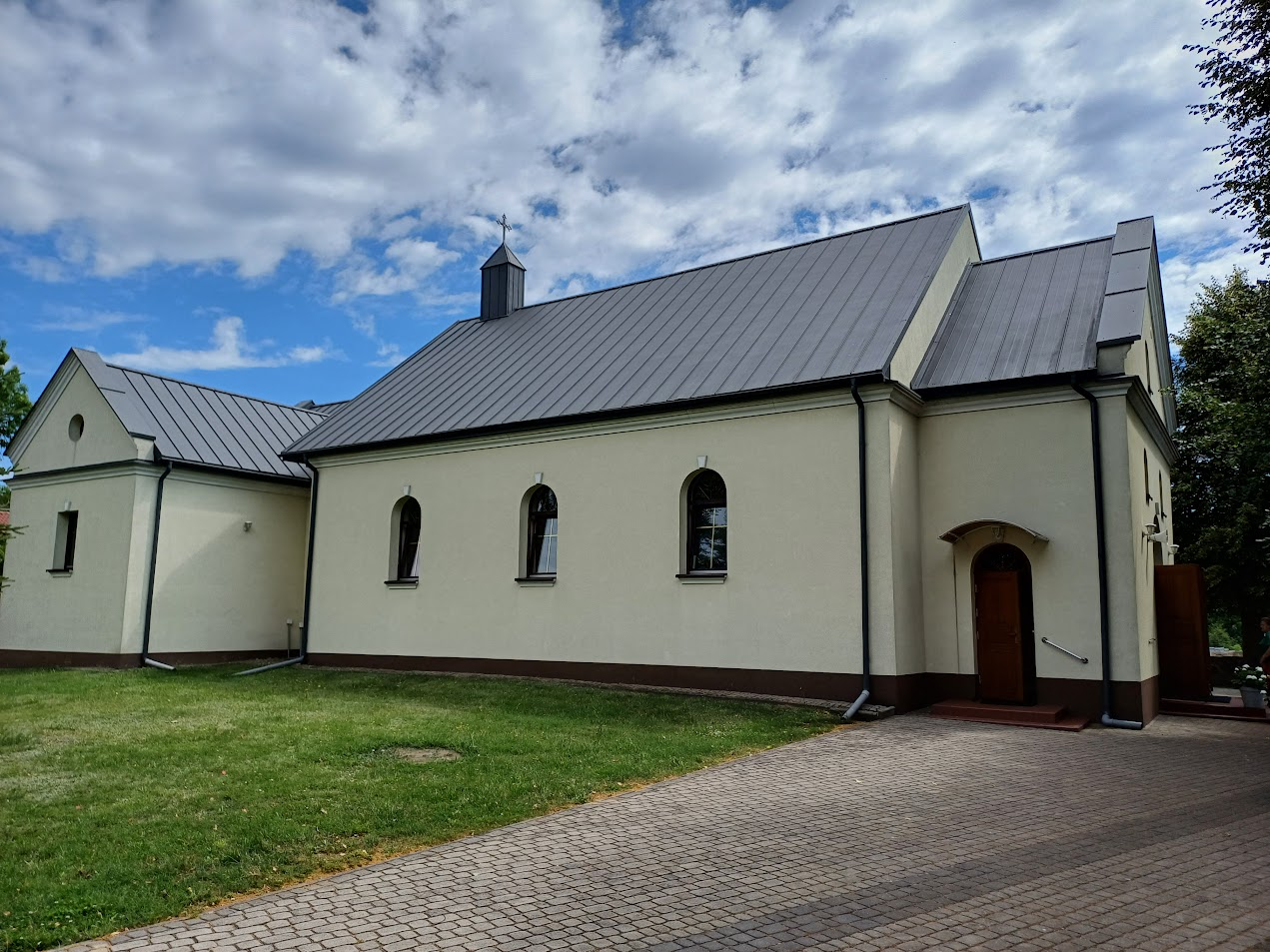
Kościół pw. Piotra i Pawła
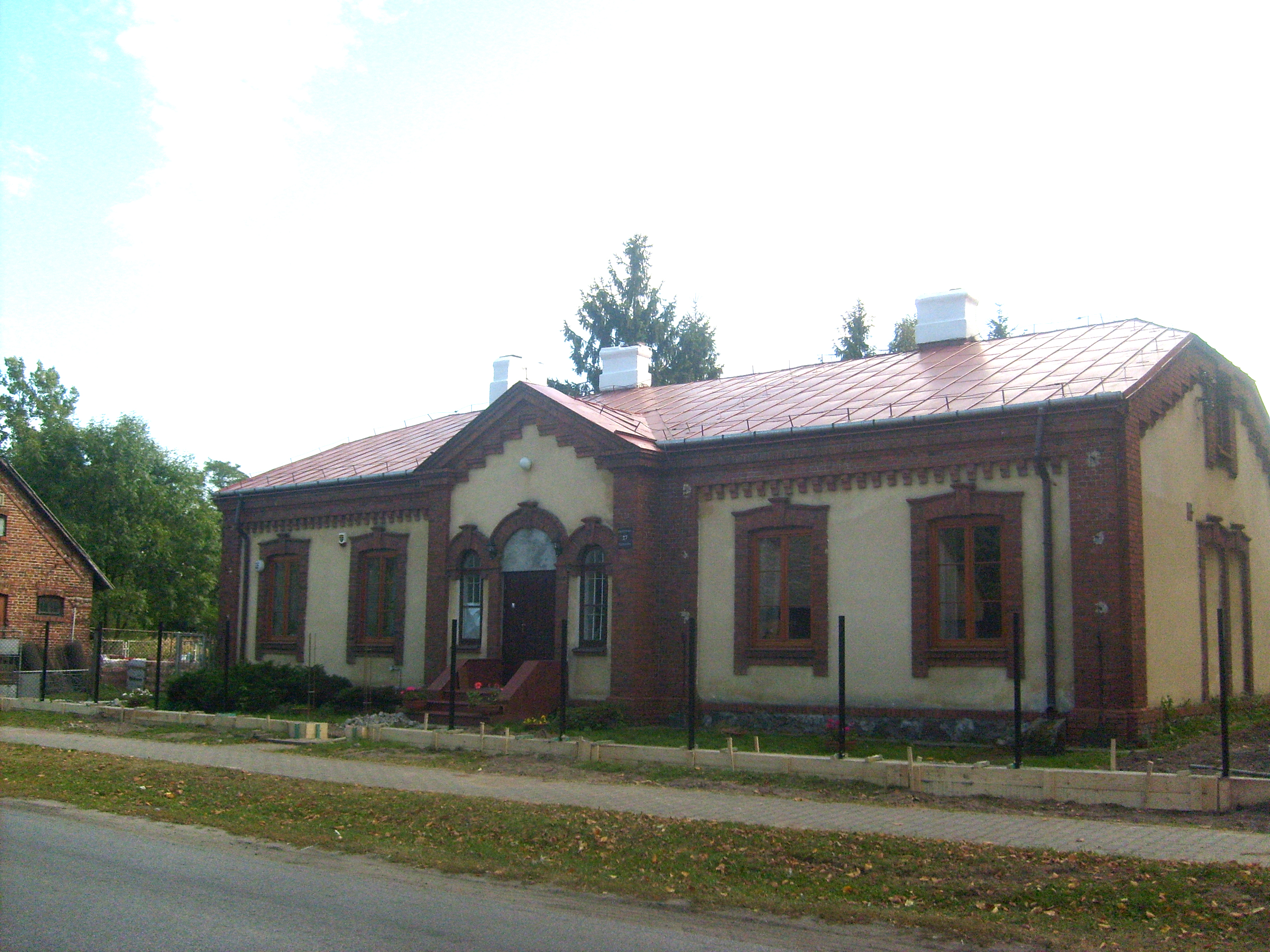
Przedwojenna plebania

## Położenie
- 6 km na północny zachód od Baranowa (urząd gminy)
- 3,5 km na południowy wschód od najbliższej stacji kolejowej Teresin Niepokalanów oraz miejscowości Teresin
- 4 km na południe-południowy wschód od klasztoru i Sanktuarium Matki Bożej Niepokalanej w Niepokalanowie
- 4 km na wschód-północny wschód od klasztoru i Sanktuarium NMP Jazłowieckiej w Szymanowie